# Keulhornblattwespen

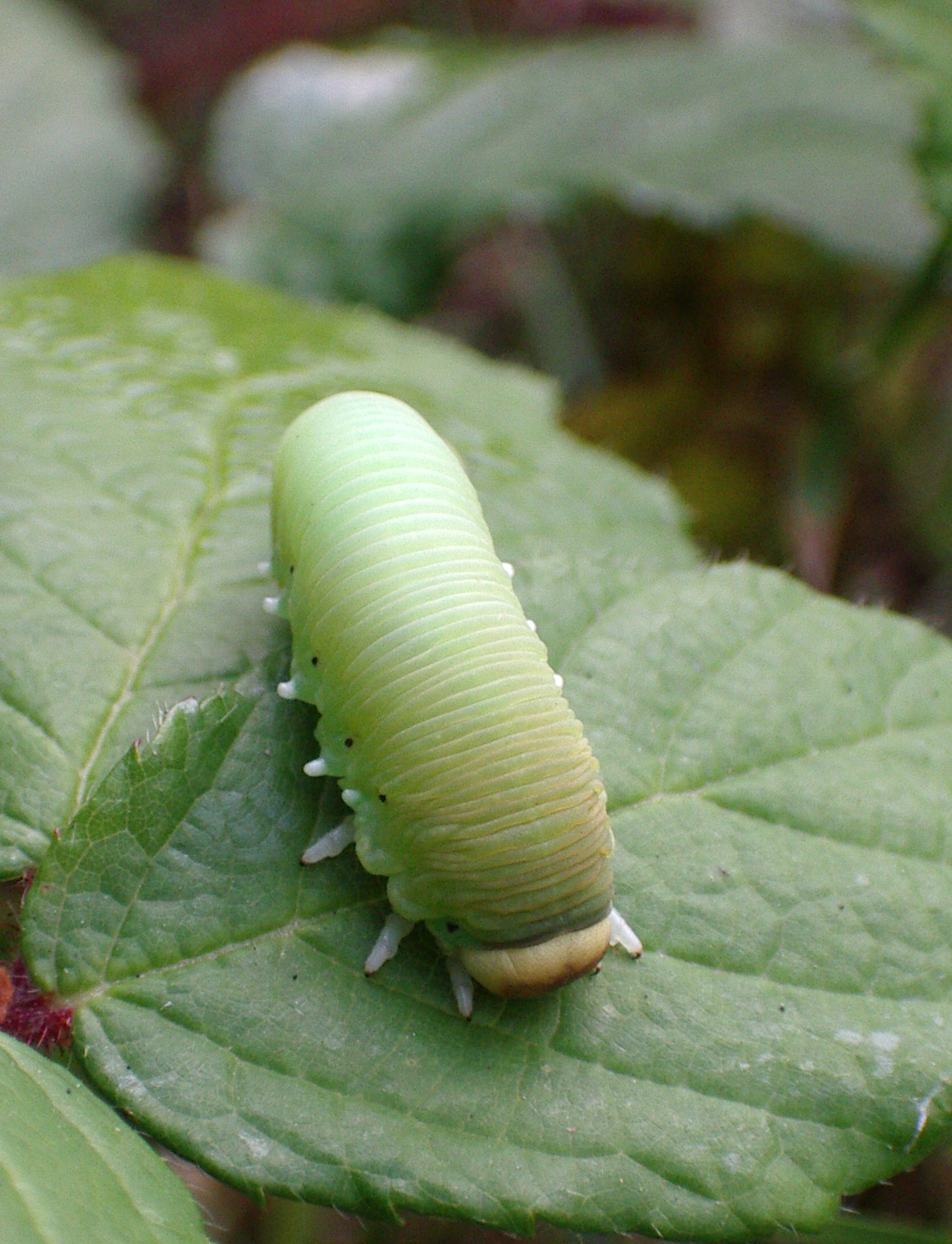
Larve aus der Gattung Cimbex

Die Knopf- bzw. Keul(en)hornblattwespen (Cimbicidae) sind eine Familie innerhalb der Pflanzenwespen (Symphyta). Sie kommen in der Holarktis, in Südamerika und im tropischen Asien mit etwa 130 Arten vor. In Europa leben davon 54 Arten aus drei Unterfamilien. In Deutschland kommen 23 Arten vor. Sie treten nicht nur in mitunter sehr niedrigen Populationsdichten auf, sondern führen teilweise auch ein verstecktes Leben und sind deswegen selten zu beobachten.

## Merkmale
Kennzeichnendes gemeinsames Merkmal dieser Familie sind die vier- bis siebengliedrigen Fühler, die am Ende deutlich zu einer charakteristischen Keule („Keulhornblattwespen“) verdickt sind. Der Kopf ist groß und oft hinter den Komplexaugen erweitert. Sein Hinterrand ist flach oder konkav. Die Mandibeln sind groß und kräftig.
Der Prothorax ist am Hinterrand deutlich eingebuchtet; der Mesothorax kräftig entwickelt. Die häutigen Flügel haben kräftige Längsadern; die Marginalzelle ist durch eine Querader unterteilt, die Analzelle etwa in der Mitte zusammengezogen. Die Beine sind robust, bei den Männchen gelegentlich verdickt.
Das Abdomen, das wie bei allen Pflanzenwespen zum Thorax hin nicht eingeschnürt ist, ist seitlich gekielt; oberseits halbrund, unterseits flach. Der Legeapparat (Ovipositor) der Weibchen steht am Hinterleibsende nicht hervor.
Insgesamt wirken die Tiere plump und massig; ihr Flug ist schnell.
In der Unterfamilie Cimbicinae finden sich mit Körpergrößen zwischen 15 und 28 mm Arten, die zu den größten mitteleuropäischen Hautflüglern gehören. Die Gattung Cimbex ist durch das auffällig halbrund ausgeschnittene erste Hinterleibssegment gut zu erkennen. Die Arten sind schwarz, braunrot oder kräftig gelb gezeichnet. Die (meist schwarzen) Arten der Gattung Trichiosoma fallen durch ihre kräftige Behaarung auf (τριχός „das Haar“, σόμα „der Körper“). Am Hinterschenkel haben sie auf der Unterseite einen kräftigen dreieckigen Dorn.
In der Unterfamilie Abiinae finden sich die mittelgroßen Arten (10–12 mm). Die meisten Abia-Arten sind auffällig grün- oder blaumetallisch schimmernd, die Hinterleibstergite oft wulstig aufgewölbt. Bei vielen Arten haben die männlichen Tiere auf drei oder vier der mittleren Tergite ein zusammenhängendes, fast rechteckig eingesenktes Feld mit einer dichten, schwarzen, samtartigen Behaarung. Bei einigen Arten scheinen die Männchen zu fehlen oder sind extrem selten (A. aenea, A. fasciata), bei anderen sind die Geschlechter gleich häufig (z. B. A. candens, A. sericea).
Die kleinsten Arten (5–9 mm) gehören zur Gattung Corynis (Unterfamilie Coryninae). Sie sind meist schwarz mit geringer Gelbfärbung, besonders an den Seiten der Tergite. Die Arten sind durchweg gering behaart.
Die Larven (Afterraupen) sehen, wie die aller Pflanzenwespen, den Raupen von Schmetterlingen sehr ähnlich, unterscheiden sich von diesen aber durch  acht, statt maximal sieben Beinpaare.
Die Larven der Cimbicinae sind mit bis zu 50 mm Länge relativ groß und auch sehr wuchtig gebaut.
Ihre Thorakalbeine sind fünfgliedrig und gut entwickelt. Am zweiten bis achten sowie dem zehnten Abdominalsegment sitzen ebenfalls Beine. Bei vielen Arten sind die Larven hell gestäubt.

## Lebensweise
Die Imagines der Cimbicinae ernähren sich von süßen Säften, sind aber nie an Blüten zu finden. Sie „ringeln“ häufig junge Zweige an Gehölzen (z. B. Flieder), um an den Saft zu gelangen. Ihre vermeintliche Seltenheit könnte damit zusammenhängen, dass sie sich vermutlich oft in Baumkronen aufhalten.
Die Imagines der Abiinae besuchen Blüten, gerne Doldengewächse (Bärenklau) oder Skabiosen; vorzugsweise sind sie aber an den Futterpflanzen der Larven (z. B. Heckenkirsche, Lonicera xylosteum) zu finden.
Die Coryninae sind, wenngleich selten, auffällige Besucher von Ranunculusblüten.
Die Weibchen legen ihre Eier entweder unter die Epidermis der Blätter oder in den Blattrand; bei A. lonicerae bis zu 105. Die Larven ernähren sich phytophag frei auf Blättern. Sie sitzen beim Fressen rittlings auf dem Blattrand. Sie sind in der Dämmerung oder nachts aktiv. In Ruhe (tagsüber) sitzen sie zusammengerollt versteckt auf der Unterseite der Blätter der Nahrungspflanze.
Bei Störungen oder Gefahr können sie durch Reflexbluten einen gebündelten Strahl Körperflüssigkeit 10 bis 20 Zentimeter weit spritzen. Die Verpuppung findet meist in einem stabilen Kokon im Boden oder zwischen Rindenspalten statt. Pseudoclavellaria produziert einen auffällig netzartigen Kokon, der frei an Zweigen haftet.
Die Arten haben eine Generation pro Jahr. Einzelne Individuen einer Generation schlüpfen aber erst im zweiten oder dritten Jahr („Überliegen“).

## Parasiten
Über Buckelfliegen (Phoridae) als Kokon-Parasiten von Cimbex femoratus berichtet u. a. Liston (1982).

## Arten (Auswahl)
- Unterfamilie Abiinae
  - Gattung Abia (Gattung), 7 Arten in Deutschland, darunter
    - Abia aenea an Sambucus, Symphoricarpos, Lonicera xylosteum
    - Abia candens an Knautia arvensis
    - Abia fasciata an Lonicera xylosteum
    - Abia lonicerae an Lonicera xylosteum (Vorkommen in D zweifelhaft)
    - Abia sericea an Succisa pratensis
- Unterfamilie Cimbicinae
  - Gattung Cimbex, die vier in Deutschland vorkommenden deutschen Arten sind gesetzlich geschützt:
    - Erlen-Keulhornblattwespe (Cimbex connatus) an Alnus glutinosa
    - Buchen-Keulhornblattwespe (Cimbex fagi) an Fagus sylvatica
    - Große Birkenblattwespe (Cimbex femoratus) an Betula
    - Gelbe Pappel-Keulhornblattwespe (Cimbex luteus) an Populus tremula, Salix

  - Gattung Praia
    - Praia taczanowskii, an Betula, letzter Fund in NW 1924

  - Gattung Pseudoclavellaria
    - Pseudoclavellaria amerinae,  an Salix caprea, nach dem Fund bei Gießen 1975[9] galt die Art als verschollen; sie wurde überraschend 2012 in der Altmark wiedergefunden[10]

  - Gattung Trichiosoma, 4 Arten in Deutschland, darunter
    - Trichiosoma lucorum an Betula und Salix
    - Weißdorn-Keulhornblattwespe (Trichiosoma tibiale) an Salix, Crataegus, Spiraea und Sorbus
- Unterfamilie Coryninae
  - Gattung Corynis, 3 Arten in D, darunter
    - Corynis crassicornis an Sedum acre, S. album[11]

Die Arten sind mit Taeger (1998) zu bestimmen.